# La Notion d'esprit

La Notion d'esprit (The Concept of Mind) est une œuvre du philosophe anglais Gilbert Ryle, publiée en 1949. Ce livre est considéré comme l'œuvre fondatrice de la philosophie de l'esprit, et elle a exercé une influence profonde et durable sur l'ensemble de la philosophie anglo-saxonne. Il s'agit d'une critique de ce que Ryle appelle le dualisme cartésien, et, par extension, des deux théories contraires que sont le matérialisme et l'idéalisme. S'opposant à la conception mentaliste du langage, Ryle défend dans cet ouvrage un behaviorisme logique (qui ne doit pas être confondu avec le behaviorisme ontologique et psychologique de B. F. Skinner).

## Matérialisme et idéalisme
Pour Ryle, matérialisme et idéalisme pèchent de façon inverse : le matérialisme opèrerait une réduction des états mentaux aux états physiques (voir physicalisme), tandis que l'idéalisme réduirait le monde matériel aux états mentaux. Or ces deux positions antinomiques présupposeraient, selon Ryle, la disjonction exclusive « soit il existe des corps, soit il existe des esprits. »

## Critique du cartésianisme
Ryle y explique les erreurs fondamentales inhérentes selon lui au dualisme cartésien (la doctrine reçue) et à une grande partie des philosophes occidentaux des XVIIe siècle et XVIIIe siècle. Pour Ryle, l'erreur première est une erreur de catégorie qu'il illustre par cet exemple : un étudiant visite une université : la bibliothèque, les laboratoires, la salle de sport, etc. À la fin, il demande : « mais où est l'université ? », comme s'il s'agissait d'une localisation différente, semblable aux lieux visités. Or, selon Ryle, l'erreur de catégorie porte sur la confusion des sens que l'on donne au terme existence ; en effet, on ne peut dire : il existe une bibliothèque, des laboratoires, etc. et une université ; cela revient à placer sur le même plan d'existence deux types de choses que l'on ne comprend jamais ainsi : de fait, l'université est l'organisation de ses éléments, elle n'est pas un élément d'elle-même.
Descartes ferait la même erreur en considérant le corps et l'âme comme deux substances réellement distinctes (bien que composées en un même individu), et il devient nécessaire de reprendre la « géographie logique de la connaissance que nous en possédons déjà. »

## Volonté
La volonté (avec la pensée et le sentiment) est une faculté de la tripartition traditionnelle des processus mentaux. L’émission d’une volition peut alors être vue comme cause d’un acte volontaire.
Pour Ryle, le concept de volition est artificiel et n’a aucune utilité. La question : « qu’est-ce qui rend un mouvement corporel volontaire ? » fut d’après lui considérée à tort comme une question causale.
Ryle donne cinq objections qui invalident le concept de volition.
- Les volitions sont impossibles à décrire. Si l’on peut décrire les pensées qui précèdent un acte, on ne peut décrire sa volition, ni même la dater.
- Les volitions sont inobservables, si ce n’est par introspection, et encore, leur auteur doit émettre alors une volition permettant d’avouer cette volition. Il ne peut pas fournir de preuve que cette volition est bien la cause de son action.
- La théorie est en outre contradictoire car la séparation entre le monde de l’esprit et le monde physique est contredite par cette relation causale même.
- Chaque volition doit avoir pour cause une autre volition et ainsi de suite en une régression à l’infini. Les volitions n’expliquent donc rien.
- Comme cause de l’action, la volition ne peut exister sans elle (sinon l’action aurait eu lieu), elle est donc un mythe.

## Éditions
- (en) The Concept of Mind, Londres, Hutchinson, 1949 (édition originale).
- (en) The Concept of Mind de Gilbert Ryle, avec une introduction de Daniel Dennett (2000), University Of Chicago Press, 2002,  (ISBN 0226732967)  (ISBN 9780226732961), texte partiellement en ligne
- (fr) La Notion d'esprit, Gilbert Ryle. Petite Bibliothèque Payot, 2005.  (ISBN 2228900257)